# Antonio Bicchi
Antonio Bicchi (Pontremoli, 1 Giugno 1959) è uno scienziato italiano specializzato nella robotica, nella scienza del tatto (aptica), e nalla automatica in generale.
È professore all'Università di Pisa e ricercatore senior presso l'Istituto Italiano di Tecnologia di Genova. È professore aggiunto presso la School of Biological and Health Systems Engineering dell'Arizona State University di Tempe, in Arizona, Stati Uniti.
È Editor in Chief di The International Journal of Robotics Research, la prima pubblicazione scientifica sulla ricerca in robotica. È co-fondatore e attuale presidente dell'Istituto Italiano di Robotica e Macchine Intelligenti .
È Fellow dell’IEEE dal 2005, e ha ricevuto l’IEEE Saridis Leadership Award  e l’onorificenza “Ordine del Cherubino” dall’Università di Pisa nel 2019.
Nel 2025 è stato riconosciuto come Pioniere  della Robotica e dell'Automazione, il massimo riconsocimento della IEEE Robotics and Automation Society (la società scientifica che raccoglie circa 20.000 ricercatori di Robotica da tutto il mondo).

## Carriera accademica
Dopo aver conseguito la Laurea (magna cum laude) presso l' Università di Pisa nel 1984 e il Dottorato di Ricerca presso l'Università di Bologna nel 1988, Bicchi ha lavorato presso l' Artificial Intelligence Lab del Massachusetts Institute of Technology a Cambridge, MA, USA.
Dal 1990 al 2012 ha diretto il Centro di Ricerca “E. Piaggio” dell’Università di Pisa, dove è stato anche presidente del Dipartimento di Robotica del Dipartimento di Ingegneria dell’Informazione. Durante la sua direzione, il Centro è cresciuto in dimensioni e prestigio scientifico, arrivando a contare più di 100 ricercatori e a gestire oltre 60 progetti di ricerca fondamentale e applicata.
Nel 2009 è stato nominato ricercatore senior dall'Istituto Italiano di Tecnologia di Genova, dove dirige la linea di ricerca sulla robotica morbida per la cooperazione umana e la riabilitazione.
Dal 2013 è professore associato presso la School of Biological and Health Systems Engineering dell'Arizona State University di Tempe, in Arizona, dove collabora con Marco Santello e altri colleghi in progetti orientati alla riabilitazione della NSF e della DARPA.

## Ricerca
Bicchi ha contribuito alla ricerca nel controllo automatico (la scienza e l'ingegneria dei sistemi), nell'aptica (la scienza e la tecnologia del senso del tatto) e nella robotica, concentrandosi in particolar modo sulle mani artificiali e sulla robotica flessibile e a rigidità variabile. Nell'agosto 2024 la classifica “Top 2% Scientists of All Times”  della Stanford/Elsevier ha classificato l'impatto scientifico del lavoro di Bicchi al n. 8819 in tutte le discipline (top 0,08%) e al n. 69 in Ingegneria Industriale e Automazione a livello mondiale.
Ha coordinato diversi importanti progetti di ricerca finanziati dall'UE nei programmi FP7 e H2020, tra cui CHAT (sulla scalabilità, riconfigurabilità e sicurezza del controllo distribuito per sistemi cyberfisici eterogenei), PHRIENDS (sull'affidabilità e la sicurezza dell'interazione fisica uomo-robot), THE Hand Embodied (sulle mani naturali e artificiali) e SoftPro (sulla teoria e le tecnologie open source per protesi e riabilitazione degli arti superiori). È stato coordinatore scientifico di molti altri progetti, tra cui TOUCH-HAPSYS (sulla scienza e le interfacce tattili), WALK-MAN  (sui robot umanoidi per interventi in caso di catastrofe) e SOMA (sui sistemi di manipolazione soft).
Il suo progetto ERC Advanced Grant 2012-17 SoftHands ha utilizzato le tecnologie della neuroscienza e della robotica soft per sviluppare una nuova generazione di mani artificiali. Due successivi progetti ERC PoC (SoftHands Pro-H e SoftHandler) hanno esplorato la traduzione di questi concetti in prodotti del mondo reale per applicazioni protesiche e industriali, rispettivamente.
Il progetto ERC Synergy 2019 “Natural BionicS” ha lavorato per produrre il primo sistema di arto bionico completamente integrato con interfaccia spinale diretta, attraverso la cooperazione di tre gruppi presso l’Imperial College (guidato da D. Farina), l’Ospedale Universitario di Vienna (O. Aszmann) con l’IIT (A. Bicchi). A seguito di questo progetto l'ERC ha finanziato altre due grant PoC per esplorare il trasferimento tecnologico di display tattili per protesi (progetto WISH) e di protesi per arti superiori a rigidità variabile (progetto V-Soft Pro).

## Organizzatore ed educatore
Bicchi è stato presidente della Società Italiana di Controlli Automatici, due volte vicepresidente della IEEE Robotics and Automation Society ,  e collabora con i principali centri di trasferimento tecnologico dell'industria italiana ed europea. È consulente della Commissione Europea, del Ministero dell'Istruzione e della Ricerca (MIUR) e di agenzie di molti paesi in Europa, America e Asia per la valutazione scientifica e l'accreditamento di centri di ricerca e università, progetti di ricerca e carriere dei ricercatori.
Nel 2005 ha fondato la WorldHaptics Conference, da allora il più grande incontro biennale di ricerca nelle scienze del tatto. Nel 2011 ha dato vita al ciclo di convegni Automatica che rappresenta il principale evento italiano nel campo dei Controlli Automatici. Nel 2015 ha fondato e successivamente è stato Editor in Chief della rivista IEEE Robotics and Automation Letters, che in pochi anni è diventata la rivista di robotica cui si rivolgono il massimo numero di autori. Nel 2019 ha co-fondato l'Istituto di Robotia e Macchine Intelligenti (I-RIM), l'associazione di ricercatori e industriali italiani del settore il cui motto è "Diamo corpo all'IA". Da gennaio 2023 è Edito in Chief di The International Journal of Robotics Research, la prima rivista scientific internazionale di Robotica e una tra le più prestigiose.
Il Consiglio europeo della ricerca (ERC) ha finanziato la sua ricerca sulle mani umane e robotiche con un Advanced Grant nel 2012, un Synergy Grant nel 2019 e quattro Proof-of-Concept grant.
Sul lato industriale, Bicchi ha creato e coordina scientificamente il JOiiNT Lab, un laboratorio avanzato di trasferimento tecnologico con industrie all'avanguardia nel distretto tecnologico Kilometro Rosso di Bergamo, Italia.
Bicchi è un educatore prolifico e di successo: sotto la sua guida hanno conseguito il dottorato di ricerca circa 80 studenti. Oltre 20 ex studenti ricoprono ora cariche di professore in numerose università e istituti di ricerca in tutto il mondo. Sette sono stati finalisti e tre hanno vinto il prestigioso premio ``G. Premio Giralt '' per la migliore tesi di dottorato in robotica nel 2013, 2019 e 2020. Due hanno vinto il premio EuroHaptics per la migliore tesi di dottorato nel 2015 e nel 2023. Il prestigioso premio IEEE RAS Early Career Award è stato assegnato a due dei suoi ex studenti nel 2021 e nel 2023.